# Corredor de Zangezur

Mapa que explica el acuerdo de alto el fuego de Alto Karabaj de 2020. El "corredor" que conecta Azerbaiyán con su enclave Najicheván se muestra en Armenia (naranja) con una flecha verde.

El Corredor de Zangezur (en armenio: Զանգեզուրի միջանցք/Zangezuri mijants; en azerí: Zəngəzur koridoru o Zəngəzur dəhlizi), a veces también conocido como Corredor de Najicheván (en armenio: Նախիջևանի միջանցք/Naxiǰewani mijantsk; en azerí: Naxçıvan koridoru o Naxçıvan dəhlizi), es un término para el corredor de transporte que se supone que conecta la República Autónoma de Najicheván con el resto de Azerbaiyán a través de la provincia de Syunik en Armenia. Las autoridades azerbaiyanas derivan este concepto del noveno mandato del acuerdo de alto el fuego de Alto Karabaj de 2020 que puso fin a la segunda guerra del Alto Karabaj el 10 de noviembre de 2020. El acuerdo de alto el fuego menciona los enlaces de transporte y las comunicaciones, sin embargo, no contiene las palabras "corredor" o "Zangezur" El texto del acuerdo de alto el fuego publicado en el sitio web oficial del Kremlin establece que:

Se desbloquearán todas las conexiones económicas y de transporte de la región. La República de Armenia garantizará la seguridad de las conexiones de transporte entre las regiones occidentales de la República de Azerbaiyán y la República Autónoma de Najicheván a fin de organizar el movimiento sin obstáculos de personas, vehículos y carga en ambas direcciones. El Servicio de Fronteras del Servicio Federal de Seguridad de la Federación de Rusia será responsable de supervisar las conexiones de transporte.

Según lo acordado por las Partes, se construirán nuevos enlaces de transporte para conectar la República Autónoma de Nakhchivan y las regiones occidentales de Azerbaiyán.
— Ilham Aliyev, Nikol Pashinián y Vladimir Putin, acuerdo de alto el fuego de Alto Karabaj de 2020, plazo 9.

Antes del acuerdo de alto el fuego, las conexiones aéreas y terrestres entre Azerbaiyán y su República Autónoma de Najicheván (RAN), que es un enclave, debían realizarse a través del territorio turco o iraní. Varias ventajas que el corredor Zangezur podría presentar a nivel nacional (Azerbaiyán) y regional (Cáucaso) han sido señaladas por Azerbaiyán, como menores costos de transporte y tiempo de viaje, un impulso en el turismo y el comercio, y una mayor seguridad al realizar cualquiera de estas actividades.
En la época soviética, había dos conexiones ferroviarias que unían la República Autónoma de Nakhchivan con el territorio principal de Azerbaiyán. La línea más corta que pasaba por la provincia de Syunik se construyó en 1941, mientras que la línea que pasaba por Ijeván y Qazakh se construyó en la década de 1980 como una ruta alternativa que conectaba Ereván con Bakú. Ambas líneas fueron abandonadas en 1992. Mientras que Azerbaiyán prefiere restaurar la línea vía Syunik, Armenia preferiría la línea Qazakh—Ijeván. Sin embargo, este último tiene un costo de reconstrucción más alto. Según las estimaciones, la ruta Zangilán— Meghri—Najicheván costaría aproximadamente $250 millones para restaurar, mientras que la ruta Ijevan costaría $450 millones.
El 21 de abril de 2021, durante una entrevista en la cadena AzTV con Ilham AliyevAliyev, presidente de Azerbaiyán este señaló que "estamos implementando el corredor Zangezur, lo quiera o no Armenia" y que si no lo desea, Azerbaiyán "lo decidiría por fuerza". Aliyev también dijo que "el pueblo azerbaiyano volverá a Zangezur, que nos fue arrebatado hace 101 años". Estas declaraciones tuvieron una mala respuesta en Armenia. El defensor de los derechos humanos de Armenia, Arman Tatoyan, relacionó estos "actos de intimidación" con el genocidio armenio. La portavoz del Ministerio de Relaciones Exteriores de Armenia, Anna Naghdalyan, dijo que "Armenia tomará todas las medidas necesarias para proteger su soberanía e integridad territorial". El primer ministro de Armenia, Nikol Pashinián, destacó que la declaración trilateral del 9 de noviembre no menciona ni "Zangezur" (es decir, la región de Syunik en Armenia) ni la palabra "corredor" y que el acuerdo solo trata de desbloquear las comunicaciones regionales.